# Indice di funzionalità fluviale
In ecologia, l'indice di funzionalità fluviale (IFF) è un indice che permette di studiare il grado di funzionalità di un fiume o di parte di questo, attraverso la descrizione di parametri abiotici (morfologia e struttura) e biotici (vegetazione in alveo, vegetazione riparia e vegetazione perifluviale) dell'ecosistema in studio, a prescindere che questo sia degradato o meno.
Tale indice si presta ad essere utilizzato per lo studio di ambienti d'acqua corrente, mentre non può essere utilizzato per studiare le foci fluviali e le acque ferme.
È usato per la pianificazione nell'uso delle risorse idriche e nel riassetto idraulico del territorio.

## Calcolo
Questo strumento è stato creato da un gruppo di lavoro nato nell'Agenzia Nazionale per la Protezione dell'Ambiente (ANPA) riunito nel 1998 e che ha lavorato fino al 2000 per la realizzazione di un questionario finale attraverso il quale viene calcolato l'indice. Tale questionario è strutturato in 14 domande raggruppabili in 4 gruppi funzionali:
1. condizione vegetazionale delle rive e del territorio circostante al corso d'acqua;
2. ampiezza relativa dell'alveo bagnato e struttura morfo-fisica delle rive;
3. struttura dell'alveo;
4. caratteristiche biologiche.

Per ciascuna domanda del questionario, a cui bisogna rispondere riferendosi a ciascuna sponda, si valuta la risposta, assegnando un punteggio che va da 1 a 30.
Il punteggio complessivo (valore minimo di 14, massimo di 300) viene tradotto in un "Livello di Funzionalità" o "Giudizio di Funzionalità", che può andare da "pessimo" (per valori di IFF minori di 51) a "elevato" (per valori di IFF maggiori di 260).
La scheda deve essere compilata in campo dopo aver acquisito informazioni preliminari sulla zona in studio, avendo cura di selezionare delle tempistiche comprese fra il regime idraulico di morbida e di piena ma comunque in periodo di stadio vegetativo.